# Малая Вольма
Малая Вольма — река в России, течёт по территории Ижемского района Республики Коми. Устье реки находится в 2 км по правому берегу протоки Печоры Лёк-Шар, на высоте 15,5 м над уровнем моря. Длина реки — 78 км.

## Данные водного реестра
По данным государственного водного реестра России относится к Двинско-Печорскому бассейновому округу, водохозяйственный участок реки — Печора от впадения реки Уса до водомерного поста Усть-Цильма, речной подбассейн реки — бассейны притоков Печоры ниже впадения Усы. Речной бассейн реки — Печора.
Код объекта в государственном водном реестре — 03050300112103000075519.